# Iglesia de San Juan el Guerrero (Moscú)
La iglesia de San Juan el Guerrero en Yakimanka (en ruso: Церковь Иоанна Воина) es un templo ortodoxo ruso en el distrito de Yakimanka, en Moscú, Rusia, construido entre 1704 y 1717, durante el reinado de Pedro el Grande. 
Situada cerca del área de ribera del Moscova, que se veía habitualmente anegada por las crecidas del río, es creencia establecida que Pedro el Grande ordenó reconstruir una antigua iglesia del siglo XVII, en un punto más elevado y seguro. Arquitectónicamente el templo combina características del barroco moscovita con influencias europeas y de la cercana Ucrania. Por similitud con la Torre Menshikov se ha atribuido la obra al arquitecto Ivan Zarudny. La planta consiste en un octógono en un cuadrado, si bien con la particularidad de que en esta iglesia son dos octógonos coaxiales rematados con media cúpula.